# Hoc (Beowulf)
Hoc, Vater des Hnæf, war dem altenglischen Epos Beowulf und dem Finnsburg-Fragment zufolge ein dänischer König im fünften Jahrhundert.
Hoc und Hnæf können außerhalb literarischer Quellen nicht belegt werden, es könnte sich also um  mythologische Figuren handeln. Allerdings halten Wissenschaftler wie etwa J.R.R. Tolkien die Finnsburg-Saga für eine auf historischen Ereignissen basierende Geschichte.
Der Historiker Hans Jänichen diskutierte 1976 einen Vergleich der Vater-Sohn-Beziehung von Hoc und Hnæf (welche neben dem Heldengedicht Beowulf und dem Finnsburg-Fragment auch in der altenglischen Dichtung Widsith vorkommen) mit dem historisch belegten Alamannenherzog Huoching und dessen Sohn Hnabi. Sie könnten Pate gestanden haben für eine spätere germanische Heldendichtung über Hoc und Hnaef. Jänichen folgte hier einer früheren Überlegung aus dem Jahre 1849, welche John Mitchell Kemble in seiner „History of the Saxons“ in England anstellte.